# Montravers
Montravers ist eine französische Gemeinde mit 368 Einwohnern (Stand: 1. Januar 2022) im Département Deux-Sèvres in der Region Nouvelle-Aquitaine (zuvor Poitou-Charentes). Sie gehört zum Arrondissement Bressuire und zum Kanton Cerizay. 

## Geographie
Montravers liegt etwa 17 Kilometer westlich vom Stadtzentrum von Bressuire. Die westliche und südliche Grenze bildet der Sèvre Nantaise. Umgeben wird Montravers von den Nachbargemeinden Saint-Amand-sur-Sèvre im Norden und Nordwesten, La Petite-Boissière im Norden, Combrand im Norden und Nordosten, Cerizay im Osten, Saint-Mesmin im Süden sowie Sèvremont im Westen.

## Bevölkerungsentwicklung
| Jahr                      | 1962 | 1968 | 1975 | 1982 | 1990 | 1999 | 2006 | 2013 |
| Einwohner                 | 347  | 333  | 270  | 291  | 251  | 286  | 362  | 375  |
| Quelle: Cassini und INSEE |      |      |      |      |      |      |      |      |

## Sehenswürdigkeiten
- Kirche
- Burg Deffend
- Schloss Montravers